# Igor De Camargo
Igor De Camargo (ur. 12 maja 1983 w Porto Feliz) – belgijski piłkarz brazylijskiego pochodzenia występujący na pozycji napastnika. Od 2018 gra w KV Mechelen.

## Kariera klubowa
Igor De Camargo zawodową karierę rozpoczął w 2000 w KRC Genk. W jego barwach wystąpił w 57 spotkaniach Eerste Klasse, po czym na sezon 2003/2004 razem z dziesięcioma innymi zawodnikami Genku został wypożyczony do Heusden-Zolder. Rozegrał dla niego 27 meczów w drugiej lidze i strzelił szesnaście goli, a następnie powrócił do Genk. W jedenastu ligowych pojedynkach De Camargo zdobył jednak tylko jedną bramkę i w 2004 roku podpisał kontrakt z zespołem FC Bruksela. W nowym klubie stworzył duet napastników razem z reprezentantem Wybrzeża Kości Słoniowej Venancem Zeze i z jedenastoma trafieniami na koncie został najlepszym strzelcem swojej drużyny.
Dobrą formę De Camargo dostrzegli działacze Standardu Liège, którzy kupili brazylijskiego zawodnika latem 2005 roku. 7 grudnia 2007 wychowanek Genku strzelił dwa gole w zwycięskim 5:1 ligowym meczu ze Sportingiem Charleroi, a taką samą zdobycz bramkową zanotował 22 listopada 2008 w pojedynku Jupiler League przeciwko Excelsiorowi Mouscron. W sezonie 2007/2008 De Camargo razem ze swoim zespołem sięgnął po pierwszy w swojej karierze tytuł mistrza Belgii, a Standard zanotował również zwycięstwo w rozgrywkach o Superpuchar Belgii.
22 kwietnia 2010 podano, że od sezonu 2010/2011 De Camargo będzie graczem niemieckiej Borussii Mönchengladbach. Następnie grał w TSG 1899 Hoffenheim, Standardzie Liège i KRC Genk. W 2016 odszedł do APOEL FC, a w 2018 do KV Mechelen.

## Kariera reprezentacyjna
De Camargo urodził się w Brazylii, jednak od 2000 mieszka w Belgii. Od 2006 starał się o otrzymanie belgijskie obywatelstwa, które przyznano mu ostatecznie 17 października 2008. W reprezentacji Belgii De Camargo zadebiutował 11 lutego 2009 w wygranym 2:0 spotkaniu ze Słowenią.